# Combat de Tremblay
Chouannerie
Batailles
Le combat de Tremblay vit la prise de la ville par les Chouans.
Début novembre 1795, Boisguy attaqua Tremblay, un bourg d'une importance stratégique, mais dont la population était fortement patriote. Peu nombreux, les Républicains se réfugièrent dans l'église que les Chouans incendièrent. Le déroulement de ce combat est mentionné par trois récits.

## Premier récit
Récit de l'officier républicain Simon, commandant de la garde nationale de Saint-Marc-le-Blanc, qui réoccupa temporairement Tremblay après le départ des chouans:
Messieurs les chouans qui firent le blocus de Saint-Marc-le-Blanc, ne s'étaient pas rassasiés à leur fantaisie du sang des républicains. Ils en avaient une soif dévorante et pour l'étancher, ils résolurent dans leur repaire, au bourg de Saint-Brice, d'aller à celui de Tremblay parce qu'il y avait encore quelques républicains qui montaient la garde. Mais comment réussir ? Saint-Marc est voisin et ses habitants toujours prêts à marcher. Pour exécuter leur projet parricide, ils envoyèrent une trentaine de leurs satellites agacer de loin le bourg de Saint-Hilaire et le côté du levant des communes de Baillé et de Saint-Marc, tandis que le gros de la horde irait attaquer le bourg de Tremblay, situé sur la route de Rennes à Antrain, ce qui fut exécuté le dimanche 17 dudit mois de brumaire an IV. Mais ne pouvant avoir les hommes qui s'étaient réfugiés dans l'église et la tour, ils mirent le feu à l'église et elle se consuma.
Les trente chouans dont on a parlé, attaquaient le canton de Saint Marc, tantôt sur un point, tantôt sur un autre, ce qui tint la garde nationale de ce canton et son détachement toujours debout, toujours en marche et empêcha de pouvoir faire une sortie à temps pour secourir le bourg de Tremblay, ayant trop peu de forces. Ce ne fut que sur les quatre heures du soir, lors de la réunion à Saint-Marc, des gardes nationales de Sens et de Vieuxvy qu'elle s'effectua sous les ordres du citoyen Simon. Mais il arriva trop tard ; l'église était consumée et les chouans retirés. Le feu attaquait la maison du citoyen Germain qui allait encore être incendiée sans le secours des détachements de Saint-Marc.
Un détachement composé des gardes nationales de Gahard, Mézières et Saint-Ouen-des-Alleux, aux ordres du citoyen Perrusset, commandant de Gahard, était arrivé sur les six heures à Saint-Marc, partit de suite pour le bourg de Tremblay. Arrivé à la lande de Clerheu, ce détachement vit la rencontre du citoyen Simon qui s'en revenait sans avoir eu affaire avec personne. Le même Simon apprit des habitants du bourg de Tremblay, qui étaient restés debout, que les chouans avaient fait sommation aux gens réfugiés dans l'église, de déposer leurs armes et de se rendre et qu'au nom de ce qu'il y avait de plus sacré, il ne leur serait point fait de mal. Qu'une partie de ces pauvres malheureux ayant obéi ; que pendant qu'ils sortaient de l'église, les chouans les égorgeaient dans le chapiteau avec leur couteaux et parce qu'il en restait sept ou huit de fermes dans la tour, les chouans avaient mis le feu dans l'église pour les faire périr. 
Il apprit également qu'un des braves républicains de Tremblay qui était capitaine de la garde nationale et qui s'était réfugié avec sa mère dans la tour de l'église se voyant au milieu des flammes jeta sa mère par une fenêtre dans une gouttière ou le feu n'était point encore, où elle fut conservée; que ce digne fils de s'était également sauvé par les ouïes de la tour à la faveur des cordes de la cloche. Quelle joie quand la mère revit son fils qu'elle croyait mort ! Quelle joie quand le fils revit sa mère qu'il croyait périe. Une église entière est consumée et deux individus en ont échappé.

## Deuxième récit
Récit de Toussaint du Breil de Pontbriand, colonel chouan, officier de Boisguy, il n'était pas présent lors du combat:
Les habitants de la paroisse de Tremblay étaient presque tous républicains, cependant ils vivaient assez tranquille ; ils ne recevaient pas mal les royalistes et n'avaient pas à s'en plaindre. Ce ne fut qu'après l'affaire de Quiberon que quelques-uns des principaux habitants persuadèrent aux autres de demander des armes et former une compagnie de gardes territoriaux, comme avaient fait depuis longtemps leurs voisins de Rimou, Saint-Rémy et Romazy. Leur demande fut accueillie favorablement et on leur envoya de Rennes deux cents fusils anglais et des cartouches. Ils commencèrent par fortifier leur bourg, situé sur la route de Rennes à Antrain. L'église fut crénelée ; on fit des retranchements tout autour et des redoutes vis-à-vis des portes. Un service régulier fut organisé dans cette petite place, mais comme il devint bientôt pénible aux habitants, ils demandèrent une garnison et on leur envoya cinquante hommes avec un capitaine. Alors ils se crurent invincibles. Ce ne fut cependant qu'à la fin de septembre qu'ils commencèrent à faire des courses sur les paroisses royalistes, qu'ils traitaient en pays ennemi. Ils maltraitaient les paysans et prenaient ce qui leur convenait chez eux. Dans les derniers jours d'octobre, ils surprirent deux soldats de la colonne du centre qui étaient en permission chez eux et les massacrèrent à coups de baïonnettes. Du Boisguy fut d'autant plus irrité de cette action qu'il n'y avait que des habitants de Tremblay dans le détachement coupable de ces meurtres. Il résolut de les punir et envoya des ordres pour réunir ses troupes alors dispersées. Comme il prévoyait une vive résistance et que les garnisons d'Antrain, de Pontorson, d'Avranches et de toutes les paroisses patriotes voisines ne manqueraient pas de venir à leurs secours, il fit prier Pontbriand de se réunir à lui avec sa colonne.
Toutes ces dispositions prises, il place Bonteville et Tuffin avec 500 hommes de Saint-Ouen avec ordres d'observer Saint-James, Avranches et surtout Antrain, qui était très près et de se faire rendre compte des divers mouvements que feraient les troupes de ces villes. Le chevalier de Saint-Gilles fut chargé, avec 300 hommes, d'observer les garnisons de Rimou, Romazy, Saint-Marc-le-Blanc et les bords de la rivière du Couesnon. Il avait laissé le capitaine Boismartel à Lécousse, près de Fougères, avec environ 200 hommes pour surveiller les mouvements de cette ville.
Du Boisguy ayant ainsi assuré ses derrières, marcha droit au bourg de Tremblay. Ce jour même, le capitaine, qui commandait la garnison, avait été dès le matin à Antrain, avec 30 hommes pour chercher des vivres ; il ne s'attendait pas à être attaqué. Cependant le tocsin se fit entendre aussitôt que les royalistes parurent sur la paroisse et les habitants coururent se réfugier dans leur fort. Arrivé à un demi-quart de lieue, du Boisguy envoya un paysan qu'il arrêta, porter de sa part, à la garnison, une sommation de se rendre. Il ne demandait que les armes et la démolition des retranchements. Ses propositions furent repoussées et les premiers royalistes qui se présentèrent furent accueillis par une vive fusillade partie de la tour. Cette fusillade n'empêcha pas les royalistes de s'emparer des maisons. Après avoir observé d'une fenêtre la position et les fortifications du cimetière et de l'église, du Boisguy jugea qu'il allait perdre beaucoup de monde pour s'en emparer. Il envoya Duval remplacer Saint-Gilles qu'il appela près de lui pour lui donner le commandement de la seconde attaque. Celle-ci fut également infructueuse. Alors il donna l'ordre de réunir les femmes et les enfants et les fit marcher en tête de la colonne qui attaqua les premiers retranchements. Voyant que les ennemis ne tiraient plus, et qu'ils s'étaient retirés dans l'église et derrière les redoutes élevées devants les portes, il envoya une de leurs femmes leur faire une seconde sommation, avec la promesse de les laisser vivre en paix, s'ils voulaient seulement remettre leurs armes et leurs munitions. Le feu cessa de part et d'autre pendant un quart d'heure. Toutes les échelles du bourg étaient réunies et les royalistes embusqués dans les maisons et le long des murs qui offraient un abri. Ce silence fut interrompu par une vive fusillade qui partait tant de la tour que de l'église et des redoutes. Six royalistes furent tués, dix à douze blessés ainsi que deux femmes. Du Boisguy voyant l'inutilité de son feu face à la tour le fit cesser. Saint-Gilles ordonna alors à tous ses soldats de se couvrir avec des fagots, dont il trouva une grande quantité près de lui et à l'abri de ces nouveaux boucliers, il s'avança vers les redoutes sans faire de nouvelles pertes. Du Boisguy voyant le mouvement de Saint-Gilles, envoie par une femme un dernier message aux assiégés avec ordre de se rendre, sans quoi il allait les brûler. La femme revint avec un nouveau refus. Il ordonna alors de jeter les fagots par-dessus les redoutes. Celles-ci furent bientôt remplies et le feu se déclara aussitôt sans qu'il eut donné l'ordre de le mettre encore. Il fit alors placer des échelles à toutes les fenêtres de la tour pour sauver les malheureux qui y étaient renfermés. 60 personnes environ descendirent. Parmi elles quelques femmes et des enfants. Quelques fusils furent jetés. Déjà du Boisguy donnait des ordres pour apporter de l'eau et éteindre le feu, lorsque de nouvelles décharges parties de la tour blessèrent plusieurs de ses soldats: « Rendez-vous », cria-t-il encore « et vous n'aurez aucun mal ». Ce cri fut répété par ses soldats ; mais les assiégés n'y répondaient que par de nouvelles décharges. Cependant l'incendie avait gagné le premier plancher et les échelles devenaient inutiles. Le toit de l'église s'embrasait aussi. Les assiégés désespérèrent de leur sort et jetèrent une soixantaine de fusils. 27 d'entre eux se laissèrent glisser sur le toit embrasé et tombèrent sans se faire le moindre mal. Tout ce qui restait dans la tour périt dans les flammes. On put encore sauver trois soldats de la garnison et plusieurs habitants réfugiés dans le haut de l'église et dans la sacristie. 
Parmi les prisonniers ont en reconnut plusieurs qui avaient fait partie du détachement par lequel deux soldats royalistes avaient été assassinés. Six furent fusillés. Du Boisguy donna la vie à tous les autres et les renvoya chez eux. Les soldats de la garnison périrent tous. On ne sait pas au juste le nombre des habitants qui furent tués ou brûlés. Ce nombre n'excède pas 45 à 50.
Il ne vint aucun secours au malheureux bourg. Du Boisguy, Bonteville et Tuffin regrettaient d'avoir été forcés d'en venir à cette extrémité pour le réduire. L'opiniâtreté de quelques habitants en fut la seule cause.
[...] Les capitaines Burdel (ou Bindel), de Perret (Le Ferré), et Bouéton Augustin, Jean Fichepoil, caporal, de Landéan ; Louis Fournier, de Vitré ; Charles Gaillard (ou Gillard), de Fougères ; René Delahaye, de Lécousse ; Julien David, de Parigné ; et Joseph Goussin, de Javené, furent grièvement blessés à l'affaire de Tremblay.
Peu de temps après, une partie des jeunes gens de cette paroisse vinrent prendre parti dans les troupes royales. Du Boisguy en forma une compagnie qui se conduisit très bien

## Troisième récit
Récit d'un correspondant d'après des renseignements et des témoignages puisés dans le pays plusieurs années après les faits:
Le 8 novembre, du Boisguy vint attaquer les patriotes de Tremblay ; ceux-ci trop faibles se retirèrent dans le cimetière, puis dans l'église. Les chouans s'avancent venant de Rimou. Quelques-uns portaient devant eux des fagots, des gleux, des paquets de chanvre, mais il est faux qu'ils aient fait marcher les femmes et les enfants devant eux. Les portes de l'église furent enfoncées, les bleus s'étaient retirés dans la tour. Du Boisguy leur ordonna de livrer Rabache de Chauvigné que l'on croyait enfermé avec eux. Rabache était un révolutionnaire, dénonciateur, homme redouté et de mauvaise rencontre disait-on. Les bleus refusent et tandis qu'on parlemente, ils passent les cordes des cloches et s'esquivent par la cour du prieuré. Poursuivis, deux seulement échappent nommés Pierre Legrand et Godefroy. Bonne-Pensée (un chouan célèbre dans les environs) prit ce dernier sous sa garde. Les autres furent tués: Jean Hâte poursuivi par Bonne-Pensée périt sur la lande au lieu-dit actuellement la Butte du télégraphe, Denis Fouasse, Pierre Preneville, Vincent Lodin, tous trois dans la rue longeant le cimetière. Lodin était un ami de Bonne-Pensée qui pleura sa mort.
Les chouans résolurent d'enfumer ceux qui restaient. Ils entassèrent des fagots et François Lebon mit le feu. Les bleus se sauvèrent comme ils purent et plusieurs furent tués. On compte parmi les morts Joseph Jarry fils, Joseph Fautrel père et fils, Louis Battais, Gilles Forget, tué au lieu où se trouve le calvaire, au chevet de l'église,( il avait été marin) Julien Cosnuel, Denis Greslé, René Lherminier, Joseph Heuzé, André Leclerc, Joseph Poupin, Julien Couppé et Charles Cosnuel qui fut brûlé. Il n'y eut pas de maisons brûlées dans le bourg. Une femme, dit-on, fut brûlée et une autre s'échappa. Il n'y eut aucune personne de tuée chez elle.
Les patriotes de Saint-Marc-le-Blanc arrivèrent environ trois heures après le départ des chouans, qui se dirigèrent, par la route d'Antrain, vers Saint-Ouen. La garde nationale d'Antrain s'enfuit à Trans; Les gardes nationaux de Saint-Marc ne firent que constater l'incendie et s'en retournèrent aussitôt.

## Carte
Carte des lieux